# Крістофер Гротгер
Крістофер Гротгер (30 липня 1992 , Вернігероде, Саксонія-Ангальт ) — німецький скелетоніст, олімпійський чемпіон 2022 року, чемпіон світу.

## Олімпійських іграх
| Рік  | Місце проведення          | Місце |
| ---- | ------------------------- | ----- |
| 2018 | Пхьончхан, Південна Корея | 8     |
| 2022 | Пекін, Китай              | 1     |

## Виступи на чемпіонатах світу
| Рік  | Місце проведення       | Місце |
| ---- | ---------------------- | ----- |
| 2013 | Санкт-Моріц, Швейцарія | 16    |
| 2015 | Вінтерберг, Німеччина  | 5     |
| 2017 | Кенігсзе, Німеччина    | 6     |
| 2019 | Вістлер, Канада        | 4     |
| 2020 | Альтенберг, Німеччина  | 1     |
| 2021 | Альтенберг, Німеччина  | 1     |

## Виступи на чемпіонатах Європи
| Рік  | Місце проведення       | Місце |
| ---- | ---------------------- | ----- |
| 2013 | Інсбрук, Австрія       | 6     |
| 2015 | Ла-Плань, Франція      | 4     |
| 2017 | Вінтерберг, Німеччина  | 4     |
| 2018 | Інсбрук, Австрія       | 4     |
| 2019 | Інсбрук, Австрія       | 11    |
| 2021 | Вінтерберг, Німеччина  | 8     |
| 2022 | Санкт-Моріц, Швейцарія | 3     |